# Hambergit
Hambergit ist ein selten vorkommendes Mineral aus der Mineralklasse der Borate (ehemals Carbonate, Nitrate und Borate, siehe Klassifikation). Es kristallisiert im orthorhombischen Kristallsystem mit der chemischen Zusammensetzung Be2[OH|BO3], ist also chemisch gesehen ein Beryllium-Borat mit Hydroxidionen als zusätzlichen Anionen.
Hambergit entwickelt meist tafelige, prismatische oder dipyramidale Kristalle mit nach der c-Achse gestreiften Oberflächen, die einen glasähnlichen Glanz aufweisen und bis zu 30 Zentimeter lang werden können. Er kommt aber auch in Form körniger Mineral-Aggregate vor. In reiner Form ist Hambergit farblos und durchsichtig. Durch vielfache Lichtbrechung aufgrund von Gitterbaufehlern oder polykristalliner Ausbildung kann er aber auch weiß erscheinen und durch Fremdbeimengungen eine grauweiße bis gelblichweiße Farbe annehmen, wobei die Transparenz entsprechend abnimmt.
Mit einer Mohshärte von 7,5 gehört Hambergit zu den harten Mineralen und ist ähnlich dem Referenzmineral Quarz (7) in der Lage, Fensterglas zu ritzen.

## Etymologie und Geschichte
Hambergit wurde erstmals bei Salbutangen nahe Helgeroa in der zur norwegischen Provinz Vestfold gehörenden Kommune Larvik entdeckt und 1890 durch Waldemar Christofer Brøgger beschrieben, der ihn nach dem schwedischen Mineralogen, Geographen und Entdecker des Minerals Axel Hamberg (1863–1933) benannte.

## Klassifikation
In der mittlerweile veralteten, aber noch gebräuchlichen 8. Auflage der Mineralsystematik nach Strunz gehörte der Hambergit zur gemeinsamen Mineralklasse der „Carbonate, Nitrate und Borate“ und dort zur Abteilung der „Gerüstborate mit [BO2]1− bis [B6O10]2−“, wo er zusammen mit Rhodizit die „Hambergit-Rhodizit-Gruppe“ mit der System-Nr. V/L.02 und dem weiteren Mitglied Londonit bildete.
Die seit 2001 gültige und von der International Mineralogical Association (IMA) verwendete 9. Auflage der Strunz’schen Mineralsystematik ordnet den Hambergit dagegen in die neu definierte Klasse der „Borate“ und dort in die Abteilung der „Monoborate“ ein. Diese ist zudem weiter unterteilt nach der Art des Boratkomplexes und der möglichen Anwesenheit weiterer Anionen, so dass das Mineral entsprechend seiner Zusammensetzung in der Unterabteilung „BO3 mit zusätzlichen Anionen; 1(Δ) + OH usw.“ zu finden ist, wo es als einziges Mitglied die unbenannte Gruppe 6.AB.05 bildet.
Die vorwiegend im englischen Sprachraum gebräuchliche Systematik der Minerale nach Dana ordnet den Hambergit wie die veraltete Strunz’sche Systematik in die Klasse der „Carbonate, Nitrate und Borate“ und dort in die Abteilung der „Wasserfreien Borate mit Hydroxyl oder Halogen“ ein. Hier ist er als einziges Mitglied in der unbenannten Gruppe 25.01.01 innerhalb der Unterabteilung „Wasserfreie Borate mit Hydroxyl oder Halogen“ zu finden.

## Kristallstruktur
Hambergit kristallisiert im orthorhombisch in der Raumgruppe Pbca (Raumgruppen-Nr. 61) mit den Gitterparametern a = 9,76 Å, b = 12,20 Å und c = 4,43 Å sowie 8 Formeleinheiten pro Elementarzelle.
Hambergit zählt zu den Gerüstboraten, dessen Kristallstruktur aus ebenen [BO3]3−-Gruppen besteht. Die Be-Ionen sind tetraedisch von je drei O2−-Ionen der [BO3]-Gruppen und einem (OH)−-Ion umgeben (koordiniert). Die Struktur kann daher über die O2− als ein, den SiO2-Modifikationen ähnliches, Tetraederfachwerk angesehen werden.

## Bildung und Fundorte

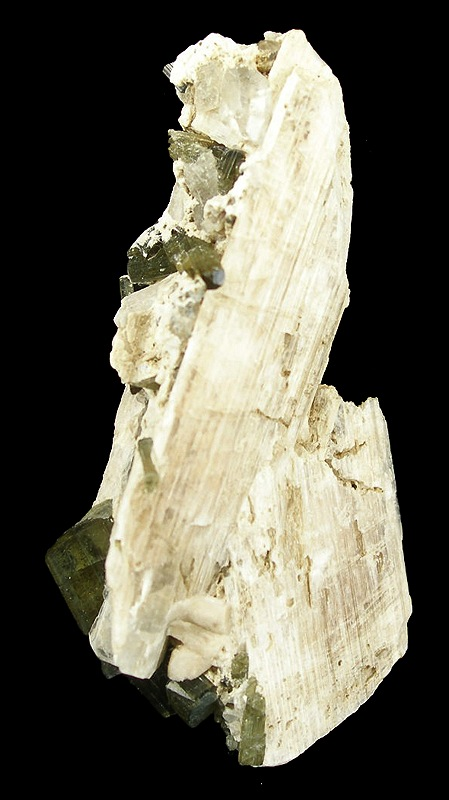
Hambergit (weiß) mit grünem Turmalin (Verdelith) aus der „Little Three Mine“, Ramona (Kalifornien), USA (Größe: 3,7 × 1,9 × 1,2 cm)

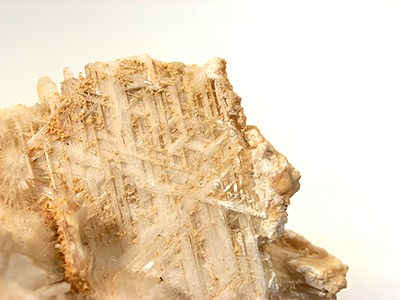
Netzartig verzwillingter Hambergit aus dem Pamirgebirge in Tadschikistan (Gesamtgröße: 5,7 × 4,6 × 2,3 cm)

Hambergit bildet sich in magmatischen Gesteinen, dabei vorzugsweise in granitischen, selten auch in alkalischen Pegmatiten. Er kann aber auch aus hydrothermalen Lösungen in Pegmatithohlräumen ausfällen. Als Begleitminerale können unter anderem Beryll, Danburit, verschiedene Apatite, Spodumen, Zirkon, Fluorit, verschiedene Minerale der Feldspatgruppe oder auch Quarz auftreten.
Als seltene Mineralbildung konnte Hambergit nur an wenigen Fundorten nachgewiesen werden, wobei bisher (Stand: 2013) rund 70 Fundorte als bekannt gelten. An seiner Typlokalität Salbutangen nahe Helgeroa fand sich Hambergit in einem etwa 10 bis 20 Zentimeter breiten Dyke, bestehend aus Nephelin-Syenit-Pegmatit. Daneben konnte das Mineral noch mehreren Fundpunkten im Langesundsfjord in der Kommune Larvik und an einigen Fundpunkten in der Kommune Porsgrunn in Norwegen gefunden werden.
Bekannt aufgrund außergewöhnlicher Hambergitfunde ist unter anderem die „Little Three Mine“ bei Ramona (Kalifornien), wo tafelige Kristalle von bis zu 20 Zentimetern Länge zutage traten. Immerhin bis zu 11 Zentimeter lange Kristalle konnten nahe Imalo und Anjanabonoina in der Region Vakinankaratra auf Madagaskar gefunden werden.
Weitere Fundorte sind unter anderem Tasmanien in Australien; Hunan in der Volksrepublik China; die Toskana in Italien; die Nordwest-Territorien von Kanada; Antananarivo auf Madagaskar; der Shan-Staat in Myanmar (Birma); an den Flussregionen Dudh Kosi und Seti in Nepal; Telemark Fylke und Vestfold in Norwegen; die nördlichen Regionen von Pakistan; Ost-Sibirien und die nördlichen Regionen von Russland; Tadschikistan; Böhmen und Mähren in Tschechien; sowie Kalifornien, Nevada und Wisconsin in den USA.

## Verwendung
Klare Steine von Edelsteinqualität werden überwiegend in Facettenform geschliffen und zu Schmucksteinen verarbeitet. Der Bekanntheitsgrad von Hambergit-Schmuck ist allerdings nach wie vor gering. Farblose Varietäten können leicht mit Bergkristall, Danburit, Euklas, Leukogranat (seltene farblose Varietät) und Zirkon verwechselt werden.